# Cammie Adams
Pour les articles homonymes, voir Adams.
Cameron "Cammie" Adams, né le 12 octobre 1995,, est un coureur cycliste vincentais.

## Biographie
En 2014, Cammie Adams représente son pays lors des Jeux du Commonwealth. Il remporte son premier championnat national chez les élites en 2015.
Lors de la saison 2021, il devient double champion de Saint-Vincent-et-les-Grenadines, dans la course en ligne et le contre-la-montre. Il est également sélectionné en équipe nationale pour les championnats de la Caraïbe et les championnats panaméricains. L'année suivante, il conserve ses deux titres nationaux. Il participe ensuite à ses premiers championnats du monde en 2023.

## Palmarès et résultats

### Palmarès par année
- 2015
  -  Champion de Saint-Vincent-et-les-Grenadines sur route
- 2016
  - 3e du championnat de Saint-Vincent-et-les-Grenadines du contre-la-montre
  - 3e du championnat de Saint-Vincent-et-les-Grenadines sur route
- 2021
  -  Champion de Saint-Vincent-et-les-Grenadines sur route
  -  Champion de Saint-Vincent-et-les-Grenadines du contre-la-montre
- 2022
  -  Champion de Saint-Vincent-et-les-Grenadines sur route
  -  Champion de Saint-Vincent-et-les-Grenadines du contre-la-montre
- 2023
  -  Champion de Saint-Vincent-et-les-Grenadines du contre-la-montre
  - 2e du championnat de Saint-Vincent-et-les-Grenadines sur route

### Classements mondiaux
| Année            | 2021 | 2022 |
| ---------------- | ---- | ---- |
| UCI America Tour | 74e  | 67e  |